# Dacus wallacei
Dacus wallacei är en tvåvingeart som beskrevs av White 1998. Dacus wallacei ingår i släktet Dacus och familjen borrflugor. Inga underarter finns listade i Catalogue of Life.